# Salassa tibaliva
Salassa tibaliva is een vlinder uit de familie nachtpauwogen (Saturniidae), onderfamilie Salassinae.
De wetenschappelijke naam van de soort is voor het eerst geldig gepubliceerd door Chu & Wang in 1993.